# デジタルカメラ

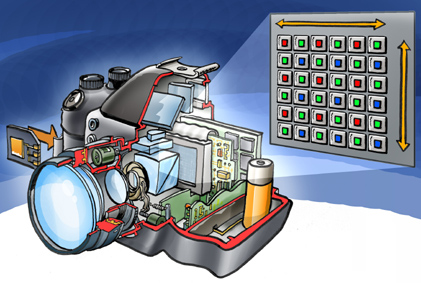
デジタルカメラ内部のイメージ。

デジタルカメラ （英: digital still camera、DSC） は、デジタル写真を撮影するカメラである。
一般に「デジタルカメラ」といえば静止画を撮影する「デジタルスチルカメラ」を指し、動画を撮影録画する「デジタルカムコーダ」 は含めない。現在では静止画撮影が可能なデジタルカムコーダや、動画撮影が可能なデジタルスチルカメラが一般的になっており、双方の性能の向上もあってその境界線が徐々になくなりつつあるが、デジタルカメラはその中でも静止画の撮影に重点を置いたモデルを指す。
QV-10が広告となっていた時期の記事によると、初期のデジタルカメラの平均的な解像度は320×240ドット。
略称の「デジカメ」は日本国内では三洋電機および他業種各社の登録商標であったが、三洋電機が登録した商標に関しては更新がされなかったため、2019年に権利が消滅した。
本項で特に断りがない限り、一眼レフカメラはデジタル一眼レフカメラを、コンパクトカメラはデジタルコンパクトカメラを指す。

## 歴史

### 前史
静止画をデジタルで記録する「デジタルカメラ」の前に、アナログ記録を行う「電子スチルビデオカメラ」という製品群が存在した。これは、アナログFM記録する電子カメラで、ソニーが1981年（昭和56年）に試作し後に製品化した「マビカ」を代表とする。初の販売製品としてはキヤノンのRC-701（1986年（昭和61年）発売）があり、この時に2インチのビデオフロッピーディスクを記録媒体として記録する共通規格SV規格が正式に決められた。
これに追随して、カシオはVS-101（1987年（昭和62年）6月）を発売したものの、10万円台の高価格（ちょうど同じ頃普及が進んだ8ミリビデオカメラと同額程度）のため人気が出ず、大量の不良在庫を出した。このSV規格方式を中心に、1990年代初頭に至るまでいくつかのメーカーから電子スチルカメラが発売されるも、カムコーダの人気の前に、全く普及しなかった。
なおこれらのカメラは、当時はメーカーごとに様々な名で呼ばれており、「電子スチルビデオカメラ」は、デジタルカメラ登場以降に、それと区別するために付けられた名称である。

### 草創期
1960年代、NASAジェット推進研究所のユージーン・F・ラリーは、モザイク感光体を使ってデジタル画像を撮影する方法を考えていた。また、1972年にテキサス・インスツルメンツ社の社員ウィリス・アドコックがフィルムレスカメラの特許（米国特許4,057,830）を取得した が、いずれも技術がまだコンセプトに追いついていなかった。
1975年、初の製品化されたオールデジタルカメラとしてCromemco Cyclopsが登場した。これは、『ポピュラーエレクトロニクス』1975年2月号に設計が掲載されたものを商品化したものである。画像素子として32×32画素のMOSイメージセンサを使用しており、これはMOS DRAMメモリチップを改造したものである。
イーストマン・コダック社の技術者であるスティーブン・サッソンは、1975年にCCDイメージセンサを使用した自己完結型電子カメラを発明し、製造した。画像サイズは100×100の10,000ピクセルで、撮影した映像をテレビに映すこともできた。同じ頃、富士フイルムは1970年代にCCD技術の開発に着手した。

## その他、製造メーカー等
各メーカーにおける、実用的なメーカー、オススメの製品は、「Canon PowerShot SX720HS」「FUJIFILM F800EXR」。Canonで、「PowerShot SX720HS」の後継機種は、「PowerShot SX730HS」「PowerShot SX740HS」。
撮影サイズ・静止画のサイズは、縦横比が「4：3」の場合、「3648×2736」「2048×1536」。
録画・動画サイズは、縦横比は「16：9」で、「1920×1080」「1280×720」。
カメラの撮影サイズが「3648×2736」ぐらい大きいほど、多くの画素を持つ高解像が生成され、あとからペイント編集で、「2048×1536」にトリミングしても画素の品質は落ちにくい。
遠くの方を望遠で撮影したり、動いている物体を撮影する場合、被写体の動きのブレが多く不安定で、撮影時、手ブレを補正する機能が付いている。
夜景や日陰、トンネル出口付近など、光の明暗差が大きな場所では、白とびが起きやすく、撮影が難しい箇所、逆光シーンでも、白とび・黒つぶれを抑え、繊細に描き出し、きれいに撮影できる。
どのようなシーンの画像も、画像補正機能が付いている。
デジタルカメラの画面の色調の画質、映り具合は、同じ場所で撮影したとき、各メーカーの違いによって多少異なる場合もあるので要注意。デジタルカメラの画面で、実際の色調の画質のサンプルや、実際の色調の例として調べる。

### 発展期
画像をデジタル方式で記録する初めての一般向けカメラは1988年（昭和63年）に富士写真フイルムから発表された「FUJIX DS-1P」であり、当時のノートパソコンでも使われたSRAM-ICカードに画像を記録した。しかしこれは発売されることはなく、実際に店頭に現れた世界初のデジタルカメラはDycam社が1990年（平成2年）に発売した「Dycam Model 1」である。電源がなくても記録保持ができるフラッシュメモリを初採用したのは1993年（平成5年）富士写真フイルムから発売された「FUJIX DS-200F」である。

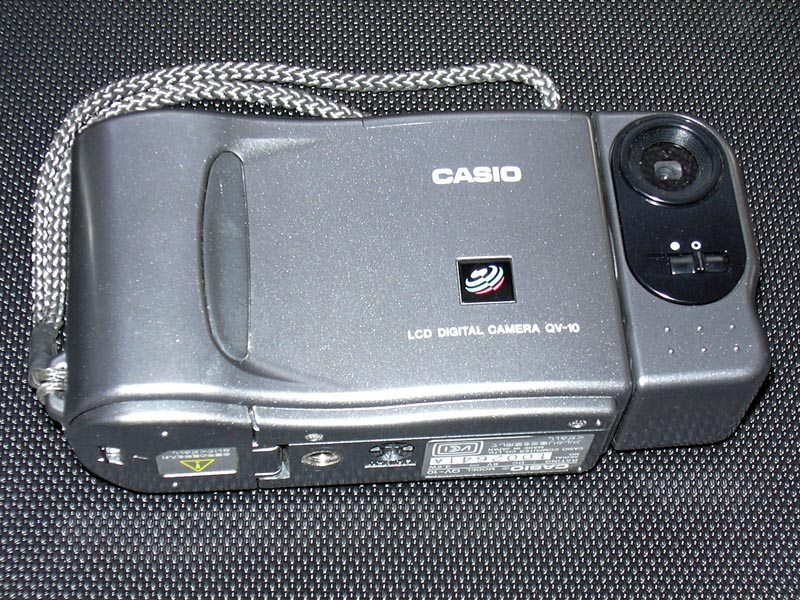
カシオのQV-10

1994年（平成6年）発表・1995年（平成7年）3月発売のカシオ計算機のデジタルカメラ「QV-10」は、デジタルカメラの存在と利便性を広く一般に認知させた製品である。外部記録装置なしで96枚撮影ができ、本体定価6万5,000円を実現して好評だった。写真の様に鮮麗ではないが、ポストカードに背景画像を付けるための使用等には事足りていた。一番のメリットは、液晶パネルを搭載し、撮影画像をその場で確認できることである。また当時はWindows 95ブームで一般家庭にパソコンやカラープリンターが普及し始めた時期であったため、パソコンに画像を取り込むことが広く認知された。この機種はNHKの番組「プロジェクトX〜挑戦者たち〜」090回「男たちの復活戦 デジタルカメラに賭ける」において、あたかも世界初のデジタルカメラのように紹介された（ただし、撮影画像をその場で確認できる液晶パネルを搭載したデジタルカメラとしては世界初である）。
QV-10の成功を皮切りに多くの電機企業が一般消費者向けデジタルカメラの開発・製造を始めた。QV-10発売の2か月後にリコーから発売されたDC-1にはカメラとしては初めての動画記録機能がある。その記録方法としてJPEGの連続画像（後にMotion JPEGと呼ばれる方式）を採用した。
この頃の製品はまだ画質も電池寿命もそれほど良くなく、存在が認知されたとは言え購入層もその使われ方も限定的で、性能もしばらくフィルムカメラを追い越すことはないと思われていた。

### コンデジ全盛期
1999年（平成11年）末から始まった高画素数化競争や小型化競争など、市場拡大を伴った熾烈な競争により性能は上昇、価格も下がり利便性も受けて、2002年（平成14年）にはフィルムカメラとデジタルカメラの出荷台数が逆転、フィルムカメラからデジタルカメラへと市場が置き換わった。
報道関係やプロカメラマンの間でもデジタルカメラは普及した。初期には高画質でも大型で可搬性のないものであったり、専用のレンズ群が必要で価格も数百万円になるなど、一部の大手報道機関などが少数保有するだけの特別なカメラだった。1999年（平成11年）にニコンが既存の同社一眼レフ用レンズを使えるデジタルカメラ「D1」を定価65万円で発売後、各社完成度の高い低価格デジタル一眼レフを相次いで投入した。以後、速報性が重視される場面を中心に広まり、翌年のシドニーオリンピックなどを契機として報道各社を中心にデジタルカメラの導入が進んだ。撮影データをネットワーク経由で一瞬で遠隔地に送る事が出来、フィルム現像にかかる費用がなくコスト的にも優れたデジタル一眼レフは、フィルムカメラを駆逐し報道カメラの中心的な存在となった。その後、高性能化とデータ編集の容易さが支持されて、質感や仕上がりなどを重視する商用写真や美術写真にも活用範囲が広まった。
2000年（平成12年）頃から国内の光学機器メーカーだけでなく、電気機器メーカーが一般向けデジタルカメラ事業に参入し、さらには台湾や中国、韓国等のメーカーが加わった。2000年代中頃にはデジカメ市場が飽和しつつある中、カメラ付携帯電話の高機能化も加わって、店頭では販売合戦が展開されており、また2005年には京セラがデジカメ市場から撤退するなどメーカーの淘汰も始まった。

### スマホカメラの台頭とコンデジの衰退
2007年に初代iPhoneが発売されて以降、高性能なカメラを搭載したスマートフォンの普及に伴い、デジカメの世界販売台数は2010年の1億2146万3234台をピークに、また市場規模は2008年の2兆1,640億円をピークに 減少を続けている。特に、一般消費者を主なユーザーとするレンズ一体型デジカメ（コンパクトデジカメ、コンデジ）の出荷台数は2008年の約1億857万台をピークとして、10年で1/10になるなど急激に減少した。
一方で、ハイアマチュア以上を主なユーザーとするレンズ交換式デジカメ（ミラーレス一眼カメラなど）の出荷台数は2013年の約1713万台をピークとして、5年で1/2にしかならないなど減少は緩やかであり、2018年にはレンズ交換式デジカメ出荷台数1075万台に対してコンデジの出荷台数が866万台と、レンズ交換式の出荷台数がコンデジを上回った。

### 現在
デジタルカメラの世界総出荷台数は、2018年は約2200万台（市場規模は約7300億円）、2019年度は1522万台（市場規模は4500億円）。2020年度は世界総出荷台数は888万台（市場規模は4201億円）となり、ついに富士フイルム社のフイルムカメラ「チェキ」の年間販売台数（1000万台規模の年間販売台数があり、例えば2018年度は約1005万台）を下回った。
2024年現在、メーカーの淘汰が進んでおり、世界シェアはキヤノン(46.5%)、ソニー(27.9%)、ニコン(11.3%)、富士フイルム(6.0%)の4社で約9割、パナソニック(3.6%)、OMデジタルソリューションズ(旧オリンパス、2.5%)を加えると約9割8分と、日本国内メーカーで市場を独占している。特にキヤノンは2003年に初めてシェア1位となって以降、デジカメ市場で1位をキープし続け、2010年代以降は縮退するコンデジ市場を捨てて高級モデルに力を入れたことでさらに市場シェアを拡大し、2010年代前半は2割台前半だった市場シェアを、2020年時点で約48 %まで上げたが、市場自体が急激な右肩下がりであるため、キヤノンは2020年4〜6月期に史上初の四半期赤字に転落した。2018年にはカシオがデジタルカメラ事業から撤退、2020年にはオリンパスがデジタルカメラ事業を投資ファンドに売却するなど苦しい状況に陥っている。

## 分類
実態としてはおおむね下記の通りである。分類が困難な機種もある。
- コンパクト・デジタルカメラ - レンズ交換が不可能のもの[注 2]。
  - ネオ一眼 - 明るい高倍率ズームレンズを持った、比較的大きなもの。「ブリッジカメラ（英語版）」とも呼ばれている。2010年頃まではコンパクトデジカメとしての手軽さと、レンズ交換式一眼レフのような高性能を併せ持つ点が評価され、旅行などに重宝された。しかし、一眼レフ並みの大きさで取り回しが面倒な上にレンズ交換が不可という、その中途半端な立ち位置によって、デジカメのジャンルの中では最も早く衰退した。2022年現在はニコン「COOLPIX P1000」（2018年発売）などの超高倍率機を中心に生き残っている[17]。
  - 高級コンパクトカメラ - 比較的大きな撮像素子(1/1.8型以上)を持ち、マニュアル操作に重点を置いたもの。2010年代前半よりスマホと対抗するためにコンデジの高級化が始まり、従来は一眼レフにしか搭載されていなかった35mmフルサイズやAPS-Cサイズの大型センサーを搭載するコンデジが登場し始めた。
  - 防水・防塵カメラ - カメラ外装・操作部の部材を強化・密封性を高め、ホコリの多い工事現場や雨水・海水等の掛かる場所にも故障せずに撮影可能なレベルに耐候性を高めたもの。一般的コンデジやレンズ交換式デジタルカメラのオプション品として、防水防塵ケースが用意される場合もある。
  - （上記以外の）コンパクトデジタルカメラ - 小型化に重点を置いた一般向けの機種。2000年代にはフィルムカメラからの移行先として、一般ユーザーがこのタイプのデジカメを買い求めたために市場が急激に拡大し、市場の多くをこのタイプが占めた時代もあった。2010年代に入り、スマホのカメラ機能がコンデジと同等のレベルで高性能化・高画質化した上、インターネットのSNSサービスと連動した利便性の高さがコンデジより優れた機能として販売台数が拡大。対照的にコンデジの市場が急激に縮退する結果となった。
- レンズ交換式カメラ - レンズ交換が可能なもの。2009年まではデジカメ市場の1割に満たない、ハイアマチュアからプロフェッショナル向けのニッチな製品だったが、スマホの登場後にコンデジの市場が急激に縮退したことによって、2018年以降はレンズ交換式カメラがデジカメ市場の過半数を占めるようになっている。
  - デジタル一眼レフカメラ - ペンタプリズムなどによる光学式ファインダーを持つ従来の一眼レフカメラをデジタル化した形式。最も一般的な撮像素子のサイズは、APS-Cサイズと呼ばれる23.6 mm × 15.8 mmの撮像素子だが、35 mmフィルムと同程度の大きな撮像素子（36 mm × 24 mm）を持つものは「フルサイズ」と呼ばれる。その他に、「フォーサーズ」と名付けられた、APS-Cサイズよりひと回り小さい（17.3 mm × 13 mm）撮像素子の規格をオリンパスとコダックが独自に策定して、それぞれのデジタル一眼レフとミラーレスカメラに採用している。
  - ミラーレス一眼カメラ - 一眼レフカメラのデジタル化の中で派生した形式で、レンズ交換が可能でありながら光学式ファインダーが省かれ、電子式ファインダーのみを持つ。ミラーが無いためコンパクトカメラのようにボディを薄くできるため、スマホより高品質な写真が撮りたいけれど大きなカメラは持ちたくないという層に需要がある。2000年代後半より各社によって開発が行われていたが、市場では後発だったソニーがコニカミノルタの技術をベースとして2013年に発売した世界初のフルサイズミラーレスカメラ「α7」のヒットによって市場が急拡大した。この流れにキヤノンやニコンも追随したため、2010年代後半よりデジカメ市場の主戦場はミラーレス一眼へと移行しており、初心者向けからプロフェッショナル向けまで幅広い製品が存在する。2020年にはデジタル一眼レフカメラの販売台数を追い抜いた。なお、ソニーは「α7」のヒットにより世界ミラーレス市場1位となって、それまでキヤノンとニコンが独占していた高級カメラ市場に食い込むことに成功し、縮退するデジカメ市場で唯一伸長するミラーレス市場において販売シェアを伸ばしたことによって、2019年にはニコンを抜いて世界デジカメ市場2位となった。
  - 中判デジタルカメラ - 35 mmフィルムより大きな撮像素子を持つ形式で、フィルム一眼レフカメラのシステムをベースにカメラボディをデジタル化した形式、フィルム一眼レフカメラのオプション品としてデジタルバックの形で提供されるものや、ミラーレス一眼カメラとして新規に開発した形式もある。2023年現在、富士フイルムとハッセルブラッドからミラーレス一眼カメラ、フェーズワンから業務用でデジタルバックや一眼レフカメラの製品が発売されている。
  - ハイブリッドインスタントカメラ（チェキ） - インスタントカメラとデジタルカメラが一体化したもの。本体にプリンターも内蔵しており、デジタルで撮影した画像をフィルム[18]に記録し、現像・プリントまでをカメラ1台で行うことができる。2017年4月に発売した「instax SQUARE SQ10」[19]が同社のインスタントカメラ「instax」シリーズ（通称：チェキ）の上位機種で展開されている。商品戦略上は「チェキ」のファミリーであるが、カメラ映像機器工業会におけるフィルムカメラの統計は2008年に廃止されているため、統計上は「デジカメ」にカウントされている。
    - FinePixシリーズのひとつとして、以前の1999年11月に intax miniを使用して、同じくデジカメとプリンター一体構造である｢FinePix PR21プリンカム｣[20]が発売されたが、定価99,800円かつ約700グラムで巨大で、話題とならなかった。

  - トイデジカメ - おもちゃのデジカメ。無名のメーカーから様々な製品が販売されている。高くても数千円程度で買える。2010年代後半の時点では、数千万画素、4K解像度で動画も撮れるものも登場しているが、画質はあまり良くない。スマホのカメラよりも低性能だが、味のある写真が撮れるので、愛好家も存在する。

## 構造

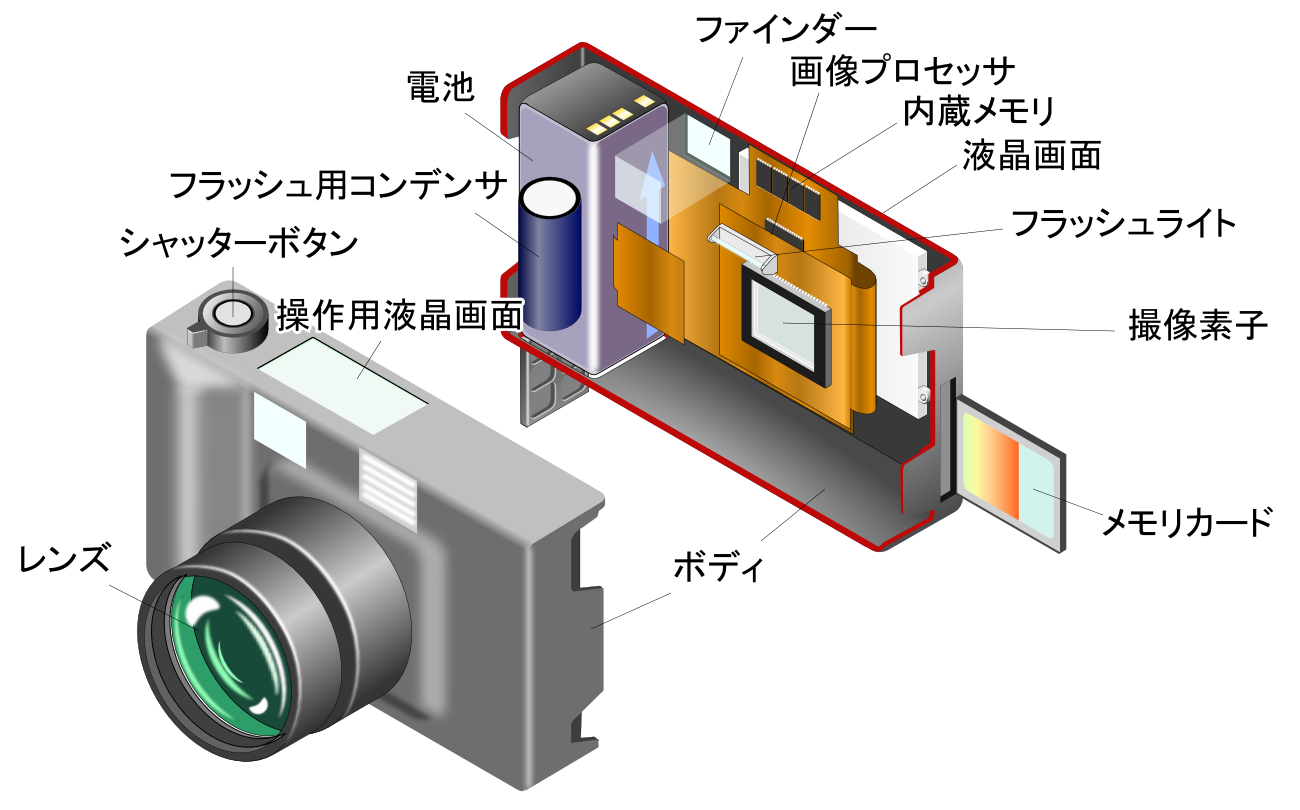
デジタルカメラの構造概略

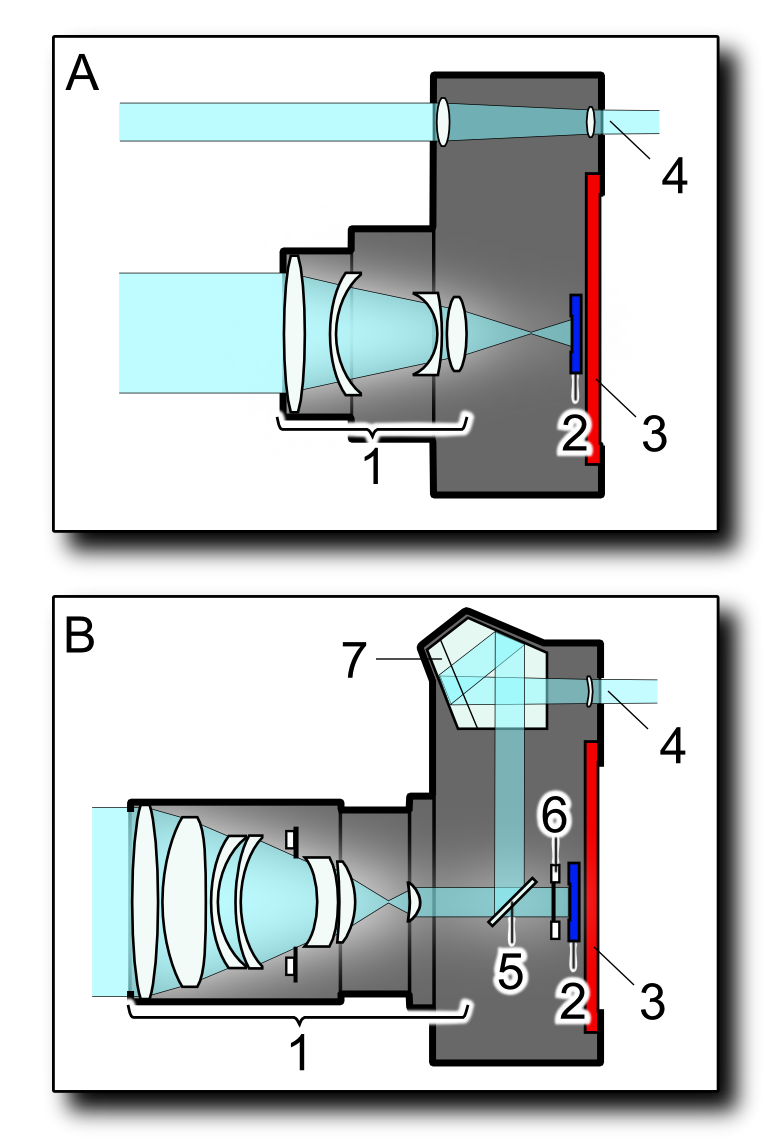
2種類のデジタルカメラの光学系
A:コンパクト・デジタルカメラ
B:一眼レフ・デジタルカメラ
1.レンズ 2.撮像素子 3.液晶表示部 4.ファインダー 5.ミラー 6.シャッター 7.ペンタプリズム

### 全体構造
デジタルカメラの全体的な構成は、大きく分けて光学系と電子系、そしてそれらを保持する筐体に分類できる。
光学系はレンズと絞り機構であり、一眼レフでは光学式ファインダー用のレフレックスミラーとプリズムがこれらに加わる。機械式のシャッター機構を備えるものもある。電子系は受光素子とメモリーを含む画像演算回路、記録装置、液晶表示器、ストロボ、操作スイッチ、電池などである。

### 光学系
撮像
基本的な光学系は銀塩カメラとそれほど差はない。同じ画角で同じF値のレンズを作る際に、撮像素子が小さいほど短い焦点距離のレンズ、つまり小さいレンズで済む。ほとんどのデジタルカメラの撮像素子は、35 mmフィルムに比べて小さいため、レンズは35 mmフィルム式のカメラのものよりも小さい。デジタルカメラの中でもコンパクトデジカメの撮像素子は特に小さいため、高倍率のズームレンズが小型の本体に搭載できる。
コンパクトカメラの多くが沈胴式のレンズ を備えることで、携帯性を高めている。
一眼レフカメラやミラーレス一眼カメラではレンズ交換に対応するために、カメラ本体と交換レンズとの接続に関して規格があり、これは「レンズマウント規格」と呼ばれる。カメラの本体側には「レンズマウント」と呼ばれる交換レンズの接合基部が設けられ、光路となる大きな開口部とその周囲の円環状の金属部分から構成される。レンズマウントには交換レンズ内の絞り機構やズーム機構などを駆動・制御するための配線用接点が設けられており、レンズマウント規格では物理形状だけでなくこういった電気信号類も規定している。
銀塩カメラのシャッター機構は機械式のみであったが、デジタルカメラでは機械式と電子式（電子シャッター）の2種類がある。一般に一眼タイプでは機械式、コンパクトデジカメでは電子式が採用される傾向がある。最近は機械式と電子式を組み合わせたハイブリッド方式のものも増えてきている。
ファインダー
ほとんど全てのデジタルカメラには本体の背面に液晶ディスプレイによる画像表示器が備えられており、これが撮影時の画像情報を得るファインダーとしても用いられることが多い。また、従来型の小穴を覗き込む透過形式のファインダーを搭載するものや、電子式の表示面が備わっている電子ビューファインダーを搭載するものもある。一眼レフカメラではペンタプリズムなどを用いた光学式のレフレックスファインダーが搭載されており、背面の液晶ディスプレイと合わせてそれぞれの役割の違いがメーカー各社ごとの特徴である。
光学信号である画像を電気に変換する撮像素子（光学センサ）は、CCDイメージセンサかCMOSイメージセンサが用いられる。この点が光化学反応を用いる銀塩フィルム式のフィルムカメラと異なる。撮像素子の受光面の大きさは、通常のフィルムカメラで用いられる35 mm判フィルムの1コマよりも小さいものが大多数である。半導体素子そのものである撮像素子は、その大きさが部品価格の主要な決定要素であるため、比較的廉価なコンパクトデジカメでは1/3インチから2/3インチが、上位価格帯を占める一眼レフタイプではより大きなAPS-Cサイズが用いられる。また、一部の高級機種や業務用機種には35 mmフルサイズや中判など、銀塩フィルムと同等サイズの撮像素子を搭載する製品もある。
撮像素子は2000年頃までCCDが主流で、画質が劣ったCMOSは一部の安価な機種に搭載されるのみだった。その後、CMOSイメージセンサの性能が向上して多くの問題点も対処が進められた。CMOSの特徴である低消費電力性や低価格なこともあり、一眼レフを中心にCMOS搭載機種が増えてきている。CMOSによるデジタル回路を同じシリコン基板上に構築しやすいので高機能な駆動回路をセンサ側に作るのに向いており、例えばA/D変換回路を内蔵するものがある。
一般に撮像素子が大きいほど色再現性、感度、ノイズ、ダイナミックレンジなどあらゆる点で有利である。とくに同じ時代に設計された撮像素子同士の比較ではサイズにより画質の差があり、測定値にも表れる。また、同じ画角・同じF値における被写界深度が浅くなるため、対象物だけにピントを合わせて背景から浮き上がらせるボケの効果が得られやすい。反面、撮像素子が大きいとボディが大型化し、高価になる。また画素数が多いほど描写は精細になり、大きなサイズでのDPE依頼やフォトプリントでも精細な画像が得られる。撮像素子のサイズを変えずに画素数を増やすと、1画素あたりの面積が小さくなる。ダイナミックレンジが狭くなる、電気的なノイズ・歪みが多くなることからむしろ画質を損なう場合もあるので、撮像素子や処理回路でノイズを抑える設計が必要であるため、画素数を増やすことには限界がある。コンパクトなボディに大きな撮像素子を搭載した機種も存在する。
2010年現在用いられている撮像素子の多くが、1つの画素で多様な色の識別は行えず、画素を構成するそれぞれのフォトダイオードの上に RGB(CMY) の内のいずれか1色のフィルターを配置することでそれぞれの色を検出する。このため、多様な色が検出できる最小単位は、少なくとも3画素である。続く画像処理部では、それぞれの画素には本来測光しなかった他の2色分の色情報を周囲の色から作り出すという処理が行われる場合があり、「偽色」と呼ばれる、誤った色情報を生成したり不自然なノイズが生じる原因である。このようなノイズや画素数の実質的な減少を避けて、可能な限り画素数を増やしたいプロ仕様の上級機種では、入射光を3個ほどのプリズムによって CMY(RGB) という波長帯別に分離してから、それぞれの光を1枚ごとの撮像素子で電気に変換する仕組みを備えるものもある。

### 電子式ファインダーと操作部
フィルムカメラのファインダーには幾つか異なる方式があるものの、全て光学式だった。デジタルカメラの場合も同様の構造が可能だが、多くのデジタルカメラは撮像素子で得た画像データを本体背面などのカラー液晶で表示することでファインダーとしている。また、いわゆる「ミラーレス一眼カメラ」では、従来の一眼レフカメラと同等の位置にカラー液晶を使ったファインダーを配置しているものが多い。この電子式ファインダーはプリズムやミラー、光路を必要とする光学式に比べて設計上の自由度が高いが、2019年現在では撮影直後に表示が一時停止するモデルが多いといった問題もある。また単に撮影画像を表示するだけでなく、電子機器であるデジタルカメラ本体の操作画面としてや、画像編集といった付加的な機能にも利用される。
背面液晶式カメラの多くでは液晶表示部が背面に固定されているが、これを可動としたのがいわゆるバリアングル液晶であり、撮影者の視点や姿勢にあまり制約されることなく、ローアングル（低い位置からの撮影）やハイアングル（高い位置からの撮影）などの撮影が容易になった。
フィルムカメラでもデジタルカメラでも同様であるが、実際に撮影させる画像とファインダーで見える画像とが必ず同じ範囲であるとは限らない。実記録画像が100 %としたときのファインダー画像の大きさを%で示す「ファインダー視野率」という指標がある。デジタルカメラでは、比較的100 %のものが多い。
シャッターボタンを含む操作用のスイッチ類は、人間工学に基づき配慮されている。一部の機種では電子式ファインダーである液晶画面にタッチパネルを組み込むことで、ファインダーの画面が操作面となるものもある。

### 画像処理部
撮像素子からのアナログ信号はアンプによって増幅され、高速アナログ／デジタル変換器によってデジタル信号に変換された後、DRAMのような半導体記憶素子に一時記憶として蓄えられる。画像処理専用に作られたASICが、この一時記憶領域から必要なサイズの画素を読み出しては演算処理を行い、一時記憶へ書き戻す。イメージセンサの画素数の増加とそれに伴い求められる処理性能の上昇に合わせて、次々と演算処理速度の高いICが開発されている
。

### 記録部
画像を記録するには、一般にフラッシュメモリが使用される。ICチップによる内蔵固定式やメモリカードを差し込む内蔵交換式などの記録媒体がある。
記録媒体
撮影された画像データの記録・保存には、主にフラッシュメモリを内蔵したメモリーカードが使われる。かつては民生用としてコンパクトフラッシュやスマートメディアが、業務用としてPCカードタイプのハードディスクやマイクロドライブが利用されていたが、2010年現在ではいずれもSDメモリーカードが主流である。
記録情報の内容について、カメラ映像機器工業会 (CIPA) によってファイル名などに関する規則であるカメラファイルシステム規格 (DCF) が規定されている。メモリーカードのルートディレクトリ上に作成される「DCIM」（Digital Camera IMagesの略）ディレクトリ、その下のサブディレクトリの命名法などがメーカー間で統一されているため、1枚のメモリーカードを異なるメーカーのデジタルカメラで使いまわしてもデータが混ざったり混乱が生じない。また、他のカメラで撮影した画像を表示させることができる機種もある。
フラッシュメモリーは不要な画像をいつでも消去できるうえ、大容量低価格化によって数千枚から数万枚もの画像を保持できるようになった。

### 外部接続
画像をやり取りするために外部との接続端子を持つ機種では、USB端子を備えるものが多い。メモリーカードをパソコンやプリンターに差し込んで接続したり、DPE店へ預けたりする方法でも画像情報を利用することが可能である。パソコンのすべてが適切なメモリーカード用スロットと備えているわけではなく、多くの機種ではUSBのような汎用的なインタフェースを備えることで、カメラ側にメモリーカードを装着したままパソコンなどで読み書きできるようにしていることが多い。
また、USBを経由することで、戸外で多くの撮影を行う場合でも、ノートパソコンなどよりも小型軽量のUSB対応外部記憶装置へ画像情報を大量に保存するような利用法が可能である。USB経由でプリンターへの出力も可能である。

### ストロボ部
ほとんどの機種では夜間撮影などのためにストロボ発光機能を備えている。必要な電圧までコンデンサに充電することで電気エネルギーを蓄えて、シャッターボタンによる操作でストロボを発光させる。ただし、コンパクトデジカメのストロボは3 - 5 m程度の距離しか有効な光量を作れない。またコンパクトカメラでも上級機や、一眼レフカメラ・ミラーレス一眼カメラのほとんどの機種では筐体上部などにアクセサリーシューが付いており、オプションで外部ストロボが取り付けられる。

### 電源
携帯電子機器であるデジタルカメラの電源はほとんどが、内蔵される充電式バッテリーによる。デジタルカメラはほとんどすべての機能が電子回路によって実現されているため、フィルムカメラよりも消費電力が大きい。比較的多くの枚数を記録できることもあって、大容量で大きく重いバッテリーを内蔵していることが一般的である。ほかの方式より軽量で容量の大きい専用のリチウムイオン電池を採用する機種が多い。シャッターを切ったりフラッシュメモリに書き込んだりフラッシュライトを点灯する時は特に大電流が必要であるため、このパルス放電に対応したバッテリーとしてニッケル水素電池が多くの機種で採用された。ニッケル水素電池を外出先で消費し切った場合は、入手性の高いアルカリ乾電池が使用可能であるものが多い。メーカーはカメラ本体だけでなく、消耗品、周辺機器も含めたトータルで利益が出ればよい。特に電池はメーカー、機種ごとに異なることが多いので、予備の電池が必要な場合、新しいカメラを購入したときは電池も購入する必要がある。予備電池の価格は比較的高めにつけられている場合が多い。そのため、純正品以外にも多くの互換電池が出回っている。代表的なメーカーに、台湾のロワなどがある。稀にではあるが純正以外の電池使用により異常発熱や膨張、機器破損の事故も発生しており、カメラメーカーの中には互換電池を使用できないようにカメラ本体側にプロテクトを施しているメーカーもある。

### 筐体
不安定な手持ちでの操作や衝撃・塵埃の多い環境で用いられることが多いカメラの本体を構成する筐体（ボディ）には、内部の脆弱な光学部品や電子部品を支え保護するために堅牢性や気密性を維持することが求められ、同時に軽量であることが求められる。筐体は、アルミ合金等の金属製の骨格に、多数のエンジニアリングプラスチックなどの合成樹脂によるフタやグリップ、緩衝材が取り付けられているのが一般的である。

## 動作

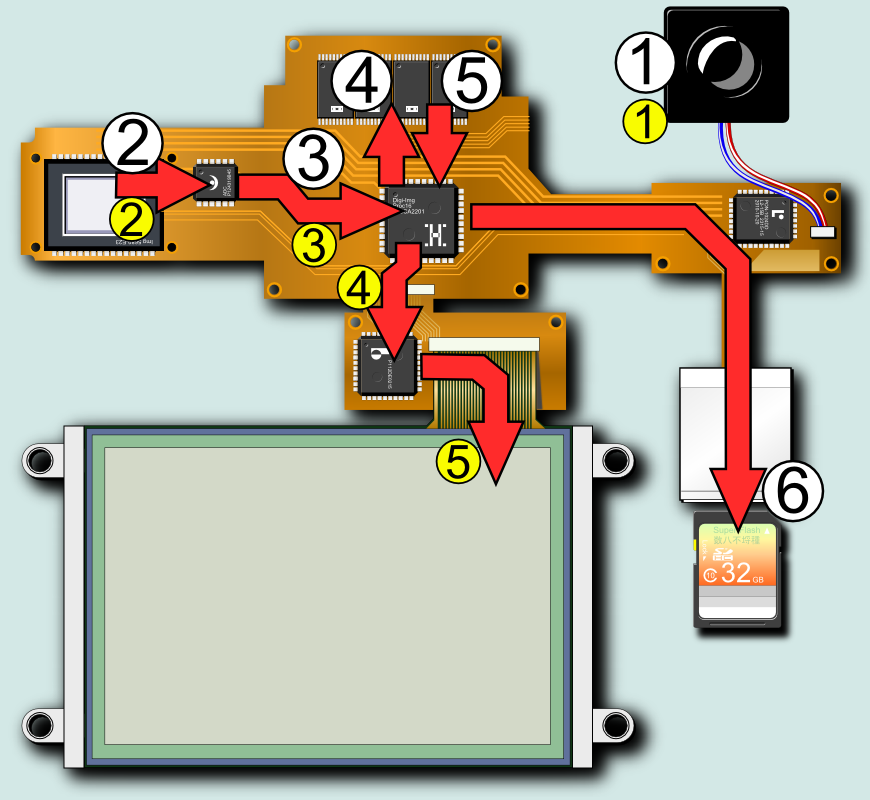
デジタルカメラの内部処理の流れ
撮影時（白番号）1.シャッターボタンを押す 2.受光素子からのADコンバータへ画像信号が送られる 3.ADコンバータから画像処理プロセッサへ画像データが送られる 4.画像処理プロセッサが画像処理を行うあいだ、溢れたデータや処理済データを内蔵メモリへ送る 5.画像処理が終われば内蔵メモリから処理済データを取り出す 6.画像処理プロセッサからメモリカードへ画像データを記録する
撮影前（黄番号）1.シャッターボタンを半押しにするか、撮影モードにする 2.受光素子からのADコンバータへ画像信号が送られる 3.ADコンバータから画像処理プロセッサへ画像データが送られる 4.画像処理プロセッサから液晶ドライバICへ画像データが送られる 5.液晶ドライバICが液晶表示板を駆動して画像を表示する

基本的な静止画撮影の動作を以下に順を追って示す。

### 合焦
静止画撮像では、カメラが電子的に捉えた画像のコントラスト情報を元に自動的にカメラ側でピントを合わせるオートフォーカス (AF) 機能を使って撮影することがアマチュアを中心に一般的である。撮影時にシャッターボタンを半押しにするとAF機能が作動するモードが中心である。撮影可能状態にすればオートフォーカスが常に働き、いつでもシャッターが切れるモードも選択できる機種がある。前者では電池の消費が抑えられ、後者ではシャッターチャンスを逃がす可能性が低くなる。ただし、AF機能は動きの早い被写体や陰影差の少ない対象には向かず、AFロックといった撮影者の工夫やマニュアル・フォーカスなどが求められる。高級機ではコントラスト情報以外でもピント合わせが可能であったり、マニュアル・フォーカス機能の操作性なども考慮されているものがある。

### 撮像
露光時間は機械式や電子式のシャッターで制御するが、上手に露光時間を選ばないと被写体の明暗度合いによっては撮像素子が明部と暗部のいずれかが露光過剰や露光不足によって「白とび」や「黒つぶれ」を起こす。「白とび」「黒つぶれ」を回避するために、銀塩カメラでは受光する枠内に測光素子を多数配置して最も明るいところと最も暗いところを検知する。また、コンパクトデジタルカメラでは電子的な撮像素子そのものが測光素子を兼ねて、露光を自動調整する。ただし撮像素子は読み出しに多少の時間が掛かるので、瞬間的に明るさの変化する撮影対象では正確な露光が期待できない。ほとんどのデジタル一眼レフ機では、撮像素子とは別に測光専用のセンサーで露出を決めるものが多い。
フィルムカメラの上位機種でも備えるものがあるが、オートブラケティング（Automatic Exposure Bracketing, AEB）撮影によって、露出を変えながら立て続けに2-4枚ほどの撮影を行うこともできる。また、オートブラケティングと同様に露出の異なる複数枚の撮影をすばやく行い、内部演算処理によって1枚のダイナミックレンジの広い画像を得る、ハイダイナミックレンジ（HDR）処理をカメラ単体で行う機種も登場している。

### 画像処理
撮像素子から出力されたアナログデータはA/D変換された後、映像エンジン や画像エンジンなどと呼ばれる画像処理専用のICによって、暗電流補正、補間演算、色空間変換、ガンマ補正、収差の補正、ノイズリダクション、画像圧縮などの様々な画像処理が行なわれ、外部利用に適した画像形式に変換される。
たとえ同じ撮像素子を使っていても、カメラのメーカーが異なっていれば画質の傾向も違ってくる。画像処理のアルゴリズムが出力される画質を左右するため、メーカーでは様々な工夫を行っている。かつてはこの処理に時間が掛かるのがデジタルカメラの問題点の1つであったが、今ではデジタル演算能力の向上によってほぼ解決されている。

### 記録処理
映像エンジンで画像処理が施されたり、またはRAWデータのままの静止画情報は、記録媒体に書き込まれて保存される。フラッシュメモリー素子のデータ転送速度は年々高速化しているが、一方で画像データサイズの肥大化もあって、一般に記録動作には時間が掛かる。
記録形式
撮影された画像情報の記録には、一般的にJPEGや、JPEGの拡張規格であるExif形式が使用されている。また、一眼レフや一部の高級コンパクト機では、Exifに加えてRAW形式での記録も可能である。
Exif
Exifフォーマットは、JPEGファイルにカメラ映像機器工業会 (CIPA) によって規定された「ヘッダー」を追加したものである。このヘッダーには、撮影時の機種、レンズ名、焦点距離、絞り、シャッタースピード、ISO感度、露出モード、撮影日時といったメタデータが含まれている。ほとんどのデジタルカメラおよびカメラ付き携帯電話はExifを使用しており、家庭用プリンターもExifデータを認識してそのまま印刷できるものが多い。ExifはRGB各色8 bitの階調しか持たないうえに非可逆圧縮を行うため、元の画像情報の一部は失われる。また、一度失われた情報を再現するのは不可能である。ほとんどのデジタルカメラでは、JPEGの圧縮率を選択できる。圧縮率を下げれば画質は向上するが、一方でファイルサイズが大きくなり、メディアに記録できる枚数は少なくなるトレードオフ関係がある。
RAW
RAWフォーマットは、撮像素子からのデジタルデータを最小限の処理だけで記録する。階調の削減や圧縮による画質の劣化がないため、プロやハイアマチュアのカメラマンに好んで用いられる。RAWは一般にファイルサイズが非常に大きくなるため、連写速度が落ちたり、しばらく操作を受付なくなることもある。RAWフォーマットはメーカーや、場合によっては機種ごとに異なっており、互換性はほとんどない。また、そのままではパソコン上で表示することができず、メーカーなどが提供する専用の読み込み・再生用のパソコン用ソフトウェアを使って表示したり、読み込み後にExifやJPEGなどの汎用形式に変換してから表示する必要がある。この変換処理を「現像」といい、それに用いられるソフトウェアを「現像ソフト」と呼ぶ。
上記の他にも、TIFF、DPOFなどがある。

## 付加機能
デジタルカメラが登場した当初は、性能は銀塩カメラより劣った。主に電子技術の急速な発達によって解像度や感度が銀塩カメラに追いつくほど技術開発が進み、銀塩カメラを広範囲に置き換えた。そして、単に静止画を撮影する基本機能の充実だけでなく、デジタル式にしかできない付加的な機能を付け加える方向へ技術開発がされている。

### デジタル式ズーム
デジタル画像処理によりズームを行う方式。ズームレンズを用いた光学式ズームと同時使用可能である。

#### デジタルズーム
イメージセンサーの中央部の画素のみを撮影に使用し、拡大することで画像を作成するズーム方式。ズーム倍率に応じて使用可能な最高画素数は減少する。例えば、1200万画素機で2倍ズームにすると、その場合の画素数は縦横共に半分になるのでイメージセンサーの中央部の300万画素を使用する。画像を記録する際の記録フォーマットが4096×3072（1200万画素分）であれば、不足する900万画素分の情報が300万画素からの補間処理によって生成される。
2倍程度までのズームについては各社で特別な補間処理を行い、単なるデジタルズームと差別化している場合がある。

画質の劣化を抑えるため、記録する画素数に合わせてデジタルズームの最大倍率を変え、等倍以上の拡大を避ける設定が可能な機種もある。

#### トリミング式ズーム
保存する画像の画素数でイメージセンサーの中央部をトリミングするズーム方式。イメージセンサーの画素数よりも少ない画素数で保存する場合に使用できる。デジタルズームと異なり拡大処理を行わないため拡大に起因する画像の劣化がない。

イメージセンサーの画素数よりも少ない画素数で保存する場合、光学ズームが可能な範囲では画像を保存する際に縮小処理が行われる。光学ズームの限界を超えるとイメージセンサーの全面を使用することをやめ、中央部をトリミングして縮小率を下げた画像を保存する。この光学ズームの限界から縮小処理が不要になるまでのズームがトリミング式ズームである。トリミング式ズームの限界の後はデジタルズームを使用できる。

スマートズーム、EX光学ズーム、ファインズーム、セーフティズーム等各社が同様の機能をそれぞれ名前をつけており、共通の呼称は定まっていない。

### 手ぶれ補正
カメラの撮影での手ぶれを、光学的や物理的に検知してそれを打ち消すようにレンズ系の光軸や受光面を動かす「手ぶれ補正機能」を備える機種が多い。

### 動画撮影
コンパクトデジタルカメラの多くが動画の撮影機能を備えており、一眼タイプにおいても一般的になりつつある。連続撮影時間は、記録解像度と記録方式、記録メディアとバッテリーの容量、製品用途の位置付けなどにより10分から1時間程度に制限される。デジタルカメラの撮像素子の画素数は一般的な動画を撮影するデジタルカムコーダのそれよりも多いため、動画の撮影時には画素情報を間引いて情報量を少なくする。
動画フォーマットについては機種ごとにさまざまである。以前はAVI (Motion JPEG) やQuickTimeによる動画録画とWAVE（モノラル）による音声録音が主流だった。MPEG-4 AVC/H.264とドルビーデジタル AC-3（ステレオ）、MPEG-2 TSを用いたAVCHDによるハイビジョン動画およびステレオ録音が可能な機種も増えており、デジタルカムコーダ（いわゆるデジタルビデオカメラ）との境界線があいまいになってきていたが、EUがヨーロッパにデジタルカムコーダーメーカーが無い事を理由にHD解像度以上で30分以上録画できるデジタルカメラをデジタルカムコーダーとして分類し、デジタルカムコーダーと同等の30 %の関税を設定した。その為、デジタルカメラはデジタルカムコーダーとは異なり、30分以上連続で録画できなくしてある。

### 衛星測位
カメラ本体内にGPS受信機を内蔵し、撮影地点の位置情報を画像データと共に記録することで撮影後に位置を確認できる機種が販売されている。地図データを内蔵するものでは、撮影地を地図で確認したり、現在地や移動経路を表示してナビゲーションに利用することも可能である。

### 顔認識
- 2005年2月16日、ニコンが世界で初めて顔認識自動焦点合わせ機能を搭載したデジタルカメラ「COOLPIX 7900」「COOLPIX 7600」「COOLPIX 5900」を発表した[29]。発売日は「COOLPIX 7900」と「COOLPIX 5900」が2005年3月18日、「COOLPIX 7600」が2005年4月8日。
- これ以降他社のデジタルカメラにも同様の機能が搭載され、2007年10月には8割の機種に搭載された[30]。
- 2007年9月4日、ソニーが笑顔認識機能を登載したデジタルカメラ「サイバーショット DSC-T200」「サイバーショット DSC-T70」を発表する[31]。発売日は2007年9月21日。
- 2010年2月3日、リコーが猫の顔認識機能を登載したデジタルカメラ「CX3」を発表する[32]。発売日は2010年2月19日。本製品以降、ペットの顔認識機能を登載したデジタルカメラの発売が続く[33]。
- 2010年2月2日、富士フイルムが世界で初めて犬と猫の顔認識に対応したデジタルカメラ「FinePix Z700EXR」を発表する[34]。発売日は2010年2月20日。

### 無線接続
カメラ本体内に無線LAN通信部を内蔵し、撮影した画像データ等をパーソナルコンピュータやスマートフォンに転送したり、ソーシャル・ネットワーキング・サービスと連携することで直接アップロードする機能を有するものもある。転送にはWi-Fi,Bluetooth,NFC等が用いられる他、SDカードスロットを利用して通信機能を追加することでTransferJetで転送を行う場合もある。
また、スマートフォンやタブレット (コンピュータ)の液晶画面を用いたリモート操作に対応する機種もある。

## その他

### 記録メディアとデータの破損
記録メディア内のデータをパソコンへ読み込ませた際、画像ファイルが壊れていたり、記録自体されていなかったりするトラブルが発生する。このような事態を防ぐためには、『データ記録中にカードを抜く』『データ記録中に電池を抜く』といった誤操作をしないこと、『データ記録中のデジタルカメラ本体への衝撃』を避ける、『メモリカードスロット用クリーナーカード等を用いて定期的に手入れをする』などが必要である。
また、誤操作で画像データを削除してしまった場合でも、データ復旧用アプリケーションを用いるか、専門業者のデータ復旧サービスを利用することで一部または全てのデータを取り戻せることがある。その際、復旧作業が終わるまではその記録メディアに一切の書き込みをしないことが重要である。書き込みをしてしまうと復旧の可能性が低下する。

### 他のデバイスとの連携
パソコンへの画像データの転送については、記録したメモリーカードによる方法の他、多くの機種ではUSB接続による方法もサポートしている。この場合、付属ソフトウェアやWindowsなどのOSの機能を用いてデジタルカメラから画像データを転送するもの（PTPなど）と、カメラを外部記憶装置（マスストレージ）のように見せて自由に画像ファイルの出し入れが可能なものがある。USB普及以前は、シリアルポートやSCSIを使用するものもあった。またUSBがまだ十分な転送速度でない頃は、プロ向けの機種の中にはIEEE 1394を採用するものもあった。さらに近年は無線LANを使用するものもあるが、メーカーによりまちまちの実装である。
2003年からは、デジタルカメラ本体と対応プリンターをUSBケーブルで直接接続して印刷できる「PictBridge」などの規格も制定された。

### 画素数
デジタルカメラに内蔵されている撮像素子は、有効画素数と総画素数の違いに留意する必要がある。総画素数は撮像素子が本来持っている画素の総数であるが、デジタルカメラに内蔵する場合にレンズや絞りといった光学系の制約によって撮像素子の受光部全体に入射光を厳密・均等に当てることは難しい。カメラに装着された状態で光が当たる画素の総数が有効画素数と呼ばれて、総画素数より数%程小さい。1990年代後半から2000年代にかけて、画素の数は販売戦略上の大きなアピールポイントであった。一般論としては、画素数の大きな方が、より詳細まで表現でき高画質であるが、画素数を大きくすればその分一画素あたりの受光面積は減り、ノイズが増えることにも留意する必要がある。画素数を増やすとともに、いかにノイズを控えるかが素子開発の大きなポイントであった。2010年代に入り、画素数増加とともに一画素のサイズがレンズの光学的解像度の限界に近づき、画素数競争も一段落しつつある。

### 撮像素子の大きさ
CCDやCMOSの撮像素子の大きさは、テレビ画面を表すのと同様に「型」が使われることが多いが、撮像素子の受光面の対角線の長さのインチ単位の大きさよりも大きな値になる。これは昔の真空管式の撮像管の時代に、撮像面の大きさではなく管の直径を表示していた名残りである。また、面積だけでなく縦横比も撮像素子によって異なり、同一メーカーであっても機種によって違いがある。

### シャープネス
コンパクトデジタルカメラの多くが、内部での画像処理で輪郭強調処理を行い、実体よりもシャープに見せている。こういったカメラの使用者の多くが、「シャープネス」の効いた出力のほうがピントの合った画像だと歓迎するためである。プロが使用する上級機では出力画像はシャープネスを効かせず、もしもそういった加工が必要ならば、カメラ上ではなくパソコンなどの画像処理ソフトによって精密に調整する。画像は輪郭強調やソフトフィルターを掛けるたびに劣化するので、手間を惜しまないならばカメラの外で処理するのが良い。

## メーカー
2018年の日本国内でのシェアは、1位キヤノン、2位ニコン、3位ソニーの3社によって約90 %を占め、富士フイルム、パナソニック、オリンパス、リコーなど「その他」の企業が残りの10 %の中にひしめいている。世界のデジカメ市場（金額ではなく台数ベース）では、1位キヤノン、2位ソニー、3位ニコンの3社によって約85 %を占めるが、そこに4位の富士フイルムと5位のパナソニック（それぞれ数%）を加えるとシェアが9割を超え、つまり世界デジカメ市場の9割を日本企業が占有している。2020年現在の市場規模は世界全体で約4201億円であるが、毎年数十パーセントの規模で縮退しており、先行きが不透明である。
デジタルカメラの販売は、2007年に初めて1億台を突破し2010年の1.2億台がピークであり、2010年代には特にスマートフォンの普及によりコンパクトデジタルカメラの販売が激減している。レンズ交換式デジタルカメラの販売台数は2013年をピークとして徐々に減っているが、コンデジほどの大きな変動は見られていない。2020年にはコロナウイルスによるパンデミックもあり、販売台数が前年比で40 %以上縮小した結果、ピーク時の14分の1まで市場が縮退した。
デジカメはフィルムカメラに較べると電子機器的な要素を多く含むため、2000年代には旧来のカメラメーカーに加えて、ソニー、パナソニック（経営統合前の三洋電機を含む）、カシオ計算機などの家電・電子機器メーカーも参加して激しいシェア争いを繰り広げていた。2002年頃まではオリンパスや富士フイルムがシェア1位を争っていた時代もあったが、キヤノンが2003年にデジカメ市場のシェア1位（コンデジ・一眼レフ共に）となり、ニコンが一眼レフ市場2位となった後、結局はフイルムカメラ最大手であったキヤノンとニコンがデジカメでも最大手であり続け、競合とのシェアを引き離し続ける状況が続いていた。
競争の激化に伴い、2005年に京セラが日本国内のデジタルカメラ事業から撤退。2006年にはコニカミノルタがカメラ事業全般から撤退し、一眼レフカメラ部門をソニーに譲渡した。また、イーストマン・コダックも消費者向けデジタルカメラの生産から撤退し、デジタルカメラ製造部門をフレクストロニクス・インターナショナルに売却している（開発・設計・販売は継続）。2009年にパナソニックに吸収された三洋電機のカメラ部門はXactiに継承された。
デジタル一眼レフカメラは、コニカミノルタの一眼レフカメラ部門を引き継いだソニーや、オリンパスと協業しフォーサーズシステムへ参入したパナソニック、ペンタックスとの提携でサムスン電子なども参入した。2008年にパナソニックが先陣を切ってミラーレス一眼カメラを発売し、2013年にソニーがフルサイズのミラーレス一眼を開発し、以降の一眼レフ市場を方向付けた。技術的な困難さと、交換レンズを始めとするオプション類も販売する必要があるため、技術の蓄積がある光学機器メーカー（具体的にはキヤノンとニコン）か、それらの事業を引き継いだメーカー（具体的にはソニー）が残り、新規参入した家電メーカーなどは、ミラーレス一眼へと移行するか、コンパクトカメラのみに規模を縮小した。
旧来のカメラメーカーはレンズの設計に一日の長があるが、電機メーカーはイメージセンサの製造に長けている。家電メーカーの場合、光学系の設計ノウハウが乏しく設備の新設にもコストがかかるため、他のレンズメーカーから光学系部品の供給を受ける場合がある。さらに、光学機器メーカーに比べて劣る知名度を補うため、「ライカ」や「カール・ツァイス」といった有名ブランドを冠したレンズを採用することもある。メーカーによってはOEMとしてレンズの供給を受けるのではなく、同ブランド名を冠するレンズを自社内やレンズメーカーでライセンス生産している場合もある。
逆に光学機器メーカーが、撮像素子や画像エンジンなどの電子系統を、競合の家電メーカーにOEM委託をしていることも多い。EMSの委託先としては台湾のメーカーなどがある。特に撮像素子は、ソニー、OmniVision、サムスンで世界市場の7割以上を占めている。したがって、上に書いたメーカー別販売シェアと、実際の製造メーカー（OEM製造も含む）におけるシェアとは大きく異なる。2012年当時の他社向けOEMを含めた生産台数別のシェアを見た場合、全てのデジカメを自社製造で賄うデジカメ市場1位のキヤノンが生産台数でも1位であったが、カメラ生産台数2位が佳能企業、3位が華晶科技と、実際の生産台数では日本メーカーではなく中国や台湾のメーカーが上位を占めた。2012年当時デジカメ市場2位のニコンは、一眼レフに関してはすべて自社生産だが、コンデジには力を入れておらず、コンデジに関しては全て他社製造品のOEMであった。また、上記のメーカー以外にもセイコーエプソン（R-D1など）や、ライカなどがレンジファインダー式デジタルカメラの製造を行っている。2017年の時点では、本体・レンズ・撮像素子の三要素を自社製でまかなえるのは、キヤノン、ソニー、シグマ（Foveonを子会社化）の3社となっている。特に撮像素子は、ソニー系列のソニーセミコンダクタマニュファクチャリングが、ニコン・ペンタックス・オリンパス・富士フイルム・ライカなどにも画像センサーを製造・供給している一大センサーメーカーとなっている。
2010年以降は、ミラーレス一眼カメラで成功したソニーがキヤノンとニコン以外の「その他」のメーカーの中から頭一つ抜けて、デジカメ市場3位となった。また、コンパクトデジタルカメラの市場はカメラ搭載のスマートフォンによる浸食が進んでおり、デジカメ市場上位3社のキヤノン・ニコン・ソニー以外のメーカーにおいては撤退が相次いでいる。こうした状況を踏まえ、2013年当時の経済産業省は日本企業の競争力強化に向けた取り組みを進めようとしていたが、その後もデジカメ市場はスマホに侵食される一方であり、各社で生産体制の縮小や撤退が続いた。2015年には、サムスンが最後となるモデルを発表した後に撤退 したほか、2017年には、ニコンが中国江蘇省無錫市の工場で行ってきたコンパクトカメラの生産を終了し、タイの工場へ生産拠点を集約、2021年には国内生産も終了した。2018年、オリンパスも深圳の工場で行ってきたデジタルカメラや交換レンズの製造を終了し、ベトナムの工場へ生産拠点を集約している。同年には、カシオのコンパクトデジタルカメラ事業からの撤退も発表されている。2021年には、オリンパスはデジカメなどの映像事業を分社化・譲渡し、OMデジタルソリューションズがオリンパスのデジカメブランドを引き継いでいる。2020年には初めてミラーレス機が一眼レフの売り上げを上回った。
こうした状況を経て、2020年にはキヤノンとソニーが入門機からハイエンドまでを押さえた二強の地位を獲得し、スマホに市場を奪われてコンデジでは採算が取れなくなった他メーカーはハイエンド機に専念する業界構造となりつつある。

## 販売動向

### トイデジカメ
機能や画質を割り切ることで低価格な「トイデジカメ」と呼ばれる分野が存在する。玩具の流通ルートで売られていることが多い。
近年(2016年現在)では携帯電話に搭載されたカメラの性能向上によりジャンルそのものが衰退しつつある。携帯電話のアプリではトイカメラ特有の歪み・ぼけ・色調等の独特の光学効果を再現している。
同ジャンルの初期に流通したトイデジカメの例としてタカラのSTICK SHOTやニチメンのChe-ez!などがあり、デジタルカメラが高価だった頃、小型軽量で1万円以下で買える手軽さが受けてガジェット好きのユーザーに広まった。
初期の大半の製品が10万画素から35万画素ほどのCMOSを搭載し、増設できない1メガバイト程度の記録メモリーを搭載する。パソコンと通信することはできても、カメラだけで直接記録した画像を確認できるようなデバイスは存在しない。画質はおしなべて低く、色の再現性が悪い。一方、これらの中にはWebカメラとして使用できるものもあり、そのためにトイデジカメを購入するパソコンユーザーもいた。
現在では日本の一流メーカーのデジカメが実売で8000円を切るまでに低価格化しているうえ、トイデジカメの高機能化が進み、それらを区別する意味もなくなってきている。このような状況から、現在では「トイデジカメ」という概念が「安い」から「アクセサリーとして楽しむ」などの方向に変わっている。例としてボールペンや腕時計にカモフラージュした製品、フィルム時代の高級カメラをミニチュア化した製品などが一定の人気を保っている。また、単に低画質な製品を「トイ」扱いしている場合もある。
2010年春現在で販売が継続しているトイデジカメは、その定義を「小型軽量低価格で、手軽ではあるが低性能」とする場合、当てはまるのはVista Questシリーズと、同シリーズのうち1005ベースとなる「NICO DIGI」（ニコデジ）程度である。
機能や価格帯は考えず遊びの要素が強い製品として、プラスティックむき出しの質感やクセのある撮影画像など、同ジャンルの基本を意識し、楽しく撮ることを目標とした「DIGITAL HARINEZUMI」（デジタルハリネズミ）シリーズ、簡易防水機能付きとしては安価な部類で、わざと撮影画像のカラーバランスを崩した撮影ができる「GIZMON Rainbowfish」（ギズモン レインボーフィッシュ）、ローライの本格的二眼レフカメラ、ローライレフレックスの外観を忠実に模して小型化した「ローライレフレックスミニデジ」（Rolleiflex MiniDigi ）シリーズなどがある。

### 一般的デジタルカメラ
2012年のデジタルカメラの世界シェアは以下の通りであり、出荷台数の1位から3位までを日本メーカーが占める（数字はパーセント）。
|                   |                 |                 |                   |                       |        |  |
| 22.6              | 20.9            | 14.8            | 9.4               | 8.1                   | 24.2   |  |
| キヤノン （日本） | ニコン （日本） | ソニー （日本） | サムスン （韓国） | 富士フイルム （日本） | その他 |  |

日本国内におけるデジタルカメラ1台あたりの平均販売価格はコンデジが約2万200円、一眼タイプが約8万5,400円である（2009年12月度、BCN調べ）。
売れ筋のキーワードは2003年頃までは画素数など、2004年には動画撮影性能や多彩なシーンモードなど、2005年には大型液晶・高感度・手ブレ補正などであった。2006年は一眼レフに「ライブビュー」が搭載されるようになり、急激な低価格化と相まって一眼レフの一般への浸透が進んだ。2007年には顔認識が登場し、人の顔が綺麗に撮れる、笑顔になるとシャッターが切れる機能などが流行した。2008年は暗所撮影や防水機能など「場所を問わず綺麗に撮れる」性能や、より広い角度を写せる「広角ズーム」が売りとなった。
2009年は明暗差の激しいシーンでも白飛びや黒つぶれが発生しにくい「ダイナミックレンジ拡張機能」、そして一度ロックした被写体にピントや露出を合わせ続ける「自動追尾機能」などが登場した。また、リコーGRデジタルIIIやキヤノンパワーショットG11など、あえて操作を自動化せず画質と高級感を優先させた高級コンパクトカメラが独自の地位を築いた。家庭にハイビジョンテレビが普及したこともあり、ハイビジョン画質の動画機能が装備されたカメラが普及し始めた。また、2008年末にフォーサーズ陣営から登場したミラーレス一眼が2009年5月以降売り上げを伸ばしている。2010年にはAPS-Cサイズのミラーレス一眼が登場、2013年に35ミリフルサイズのミラーレス一眼が登場して以降は、一眼レフから乗換のユーザーでミラーレス一眼が販売シェアを拡大、2020年に販売台数が一眼レフを逆転して以降は、ミラーレス一眼カメラがレンズ交換式デジタルカメラの主流となっている。
過去のデジタルカメラ市場はほとんど日本企業のブランドで占められており、日本国外勢はコダックや一部のスタジオ用中判機種に限られていた。最近2003年 - 2004年にはおよそ80 %であったが、日本メーカーが積極的に行っている生産設備の中国への移管による技術移転や韓国メーカーの高級機参入に加え、アメリカやドイツの歴史あるブランド名を復活させた製品も出始めた。
メーカーからは高性能のデジタルカメラが発売される一方で、古いデジタルカメラはユーザー間で「オールドデジカメ」「オールドコンデジ」として好まれて取引されておりイギリスBBCでもその傾向が報じられている。

## 出力/印刷

### 店舗での出力
2000年頃から大手カメラ店のDPEコーナーなどでデジタルデータから印画紙に焼き付けるサービスが行われている。これは、デジタル処理のミニラボシステムを利用したもので、フィルムスキャナによる入力の代わりにデジタルカメラなどで得られたデジタルデータ（JPEGなど）を印画紙に焼き付けるものであり、従来の写真と同程度の画質や耐久性が期待できる。
また、店頭にキオスク端末型のプリント機を設置し、画面の案内に従ってセルフサービスで出力できるサービスも行われている。このタイプは昇華型熱転写プリンターを使用しており、画質面で若干見劣りする。
そのほか、コンビニや駅などで、デジタルコピー機の機能を利用したセルフサービスで写真印刷を行なう機械も設置されている。単に印画紙への出力だけではなく、シール印刷機能のような付加価値を持たせている物もある。しかし、これらも昇華型やインクジェット方式で印刷するため、印画紙での出力に比べて画質や耐久性に劣り、長期間の保管には向かない。
また、CD-Rを持っていないユーザーのために、画像データをCD-Rに焼くサービスもある。

### インターネット上の印刷サービス
出力したい画像ファイルをインターネット上の指定サイトにアップロードし、でき上がったプリントを店頭や郵送で受け取るサービスがある。一般に印画紙に出力されるので、ミニラボ機を使ったものと同等の品質が期待できる。また、写真集のような形に簡易製本して渡すサービスもある。

### 家庭での印刷
個人で撮影した画像を自宅のプリンターで印刷することが一般的になった。2003年頃からは、PictBridge（カメラ機器工業会）、USB DIRECT-PRINT（セイコーエプソン）、DIRECT PRINT（キヤノン）、BUBBLE JET DIRECT （キヤノン）などの名称で、デジタルカメラとプリンターを直接接続する通信規格が登場した。これらに対応したカメラとプリンターを直接接続することで、パソコンを介さずに印刷することが可能である。
デジタルカメラで撮影した写真の印刷を行うデジカメ専用のプリンターも登場している。

### テレビでの鑑賞
ハイビジョンテレビとの接続用としてカメラ本体にHDMI端子が装備されたり、テレビやレコーダー側にSDカードスロットを備えた製品も増え、リビングの大型テレビで鑑賞することができる。

### 写真の公開・共有
カメラ本体の機能ではないが、無料で利用できるオンラインアルバム（Flickr、Google フォトなど）や動画共有サービス（YouTubeなど）が増えており、それらを通じて仲間と写真を共有したり、不特定多数に向けて写真を公開することが一般的になりつつある。無線LANを内蔵することでそれらのサイトに直接データを送信できるデジカメも登場している。

## 年表
1975年
- イーストマン・コダックの開発担当者Steve Sassonが世界初のデジタルカメラを発明する。

1988年
- 富士写真フイルム（現：富士フイルム）、世界初の市販デジタルカメラ「FUJIX（フジックス） DS-1P」を発表。重量400 g、PC用2 MB-SRAMカードに最大10枚記録（記録保持用にボタン電池が必要）。

1990年
- 3月 - ニコン、精細静止画カラーカメラHQ-1500CI/1500CFを発売。報道用機材の延長にある製品で、電子スチルカメラの仲間。
- 10月 - Dycam、一般市場に出たデジタルカメラとしては世界初となる「Dycam Model 1」を発売。同機はLogitech社から「Fotoman」の名でも発売される。定価995ドル。モノクロ9万画素で32枚記録。

1992年
- 4月 - キヤノン、同社最後のSV規格電子スチルカメラの高級機「RC-570」を発売。以後デジタルカメラ開発に力を注ぐ。

1993年
- 富士写真フイルム（当時）、最大16 MBフラッシュメモリ（記録保持に電源を必要としないメモリ）が使えるデジタルカメラ、「FUJIX DS-200F」を発売。39万画素で、定価本体22万円、別売充電池キット2万円。16 MBフラッシュメモリ定価6万5,000円。

1994年
- 2月 - Apple、同社コンピューターブランド「Macintosh」シリーズの周辺機器として「QuickTake 100」を発売。内蔵1 MBのフラッシュメモリに記録する方式、35万画素。

1995年
- 3月 - カシオ計算機、「QV-10」を発売。本体定価6万5,000円。25万画素。
- 6月 - リコー、「DC-1」を首都圏で先行発売（翌7月に全国発売）。41万画素CCD採用、PCMCIA type 1規格のフラッシュメモリカードに記録。後にMotion JPEGと呼ばれる連続JPEG画像記録方式を採用し、再生アダプタ経由でNTSC画像をテレビに写せた。
- 7月 - キヤノン、同社プロフェッショナル向けフィルム一眼レフカメラ「EOS-1N」をベースとしたキヤノンEFマウントレンズが使える初の一眼レフデジタルカメラ「EOS DCS 3」を発売。開発はコダック・プロフェッショナルで、同社から供給を受けて販売された。本体のみ定価198万円。総画素数130万画素（参考：EOS-1N ボディのみ定価21万5,000円）。
- 9月 - ニコン、プロフェッショナル向けデジタル一眼レフカメラE2/E2sを発売。E2は130万画素、定価110万円。E2sの定価は140万円。富士写真フイルム株式会社（当時）と共同開発された物で、FUJIX（フジックス）DS-505/515としても発売。
- 10月 - ミノルタ（現コニカミノルタホールディングス）、同社フィルム一眼レフ「α-si」シリーズをベースとした3CCDセンサー搭載一眼レフデジタルカメラ「RD-175」を発売。同社初のα（ミノルタA）マウントデジタル一眼レフカメラで、175万画素相当、本体定価68万円。
- 12月 - キヤノン、同社フィルムカメラ「EOS-1N」をベースとしたEFマウント採用のデジタル一眼レフカメラ「EOS DCS 1」を発売。開発はコダック・プロフェッショナルで、同社から供給を受けて販売された。当時としては異例の有効600万画素CCDを搭載し、3080×2036ドットの12 bit×3色のフルカラー画像の記録にフラッシュメモリでは間に合わず、記録媒体にPCMCIA Type 3のATA-HDDを使っていた。本体のみ360万円。同社、ノートパソコンの拡張スロット（IBM PC110-DOS/V7.0）に差し込んで使用する小型デジタルカメラ「CE300」を発売。27万画素、定価3万9,800円。データはパソコンの記録媒体に直接取り込む。
- - この年付近から、CCDを使った派生製品である、高性能なフィルムスキャナがいくつかのメーカーから発売される。

1996年
- 3月 - セイコーエプソン、同社初のデジタルカメラ「カラリオPhoto CP-100」発売。35万画素、定価6万9,800円。
- 5月 - キヤノン、同社初のコンパクト機「PowerShot（パワーショット）600」を発表（7月発売）。57万画素、12万8,000円。
- ソニー、同社初となるデジタルカメラ「サイバーショットDSC-F1」発売。35万画素。
- この年、フィルムカメラの新規格「アドバンスドフォトシステム（APS）」を発表、各社から製品が発売。

1997年
- 3月 - 日本電気、世界最小（当時）の液晶搭載型デジタルカメラ「Picona」を発売。35万画素、定価6万9,800円。縦型で親指でシャッターを押す方式。単3アルカリ乾電池2本で駆動可能。
- 5月 - ミノルタ、初のコンパクトデジタルカメラ「DiMAGE V」を発売。35万画素、定価7万9,800円。
- ソニー、電子スチルカメラ「マビカ」の後継機であるデジタルスチルカメラ「マビカ MVC-FD5」を発売。デジタルカメラとしては唯一、記録媒体として3.5インチフロッピーディスクを使用。
- ペンタックス、初のデジタルカメラ「EI-C90」を発売。
- ニコン、クールピクス100/同300を発売開始。
- オリンパス光学工業（現オリンパス株式会社）、一眼レフカメラと同等のファインダーを持つ3倍ズーム機、CAMEDIA C-1400を発売。

1998年
- ドイツのライカが Camera AG、初のデジタルカメラ「digilux」を発売。富士写真フイルム発売の「FinePix 700」がベース。
- オリンパスCAMEDIA C-1400 がカメラグランプリの記者クラブ特別賞に選ばれる。デジタルカメラが同賞を受賞したのはこれが初めて。
- 3月 - オリンパス光学工業、コンパクト機として初の100万画素越えをした「CAMEDIA C-840L」を発売。総画素数131万画素。キヤノン、同社デジタル一眼レフカメラ「EOS DCS3」の後継機種となる「EOS D2000」を発売。有効200万画素、定価198万円。

1999年
- 9月 - ニコン、APS-C型CCDセンサー（同社ではDXフォーマットと呼ぶ）を同社初採用のデジタル一眼レフカメラD1を発売。価格65万円。
- 世界初のデジタルカメラ内蔵携帯電話「VP-210」がDDIポケット（現ウィルコム）より発売される。目的はテレビ電話用。
- 10月 - ミノルタ、同社APSフィルム一眼レフシリーズ「Vectis（ベクティス）S-1」のレンズ群を共用できる、同社初のAPS-C規格レンズ交換式デジタルカメラ「DiMAGERD3000」を発売。本体のみ定価36万円。アダプタ経由でα（ミノルタA）マウントを使用可能。
- 富士写真フイルム、画素が六角形の「スーパーCCDハニカム」を発表。
- 11月 - 玩具メーカーであるトミー（現：タカラトミー）、トイデジタルカメラの先駆けとなる「Me:sia（ミーシャ）」で業界初参入。25万画素、定価7,800円。低価格な製品共々話題となる。
- 11月 - キヤノン、1995年発売のEOS DCS 1の後継機として、最上級デジタル一眼レフ「D6000」を発売。有効600万画素。EFレンズが使える。定価は360万円。
- この年辺りから高画素化が本格化し、情報誌等で「メガピクセル機」という言葉が使われ始める。

2000年
- シグマ、受像素子で独自技術を持つフォビオン（Foveon Inc. ）と業務提携。
- 松下電器産業（現：パナソニック）、ライカとデジタルAV機器用レンズに関する技術協力契約を締結。
- 現在のデジタルカメラ内蔵携帯電話ルーツになる「J-SH04」がJ-フォン（現：ソフトバンク）より発売される。
- 5月 - キヤノン、「IXYデジタル」を発売。APSフィルム使用カメラ「IXY320」(1999年3月発売)とほぼ同等サイズの小型化を達成。有効211万画素、74,800円。
- 8月 - NHJ、定価8,800円の低価格デジタルカメラ「Che-ez!（チーズ）」を発売。同時期にガス機器会社の高木産業が定価5,980円のPURPOSE（パーパス）ブランドの低価格デジタルカメラ「PDC-10」を発売。その他低価格トイデジタルカメラが次々と発表、発売される。
- オリンパス光学工業、CAMEDIA C-2100ウルトラズームでキヤノン製のレンズシフト式手ぶれ補正機構を搭載。フィルム機で一部搭載されていた技術の、デジタルカメラでの初採用。
- 10月 - キヤノン、初の一般向けデジタル一眼レフ「EOS D30」を発売。有効325万画素。35万8千円（アクセサリーキット含む）。

2001年
- 11月 - 松下電器産業がドイツのライカとデジタルカメラ分野においても提携。LUMIX」ブランド1号機「DMC-F7」を発売し、以後デジカメ分野へ本格参入。ドイツの名門ライカブランドのライセンス生産レンズを採用。
- ライカ、松下電器産業とのライセンス提携に基づき、パナソニックLUMIX DMC-LC5をベースとし提携後初のデジタルカメラ「DIGILUX1」を発売。
- 12月 - キヤノン、同社初のAPS-H受像素子を持つ一眼レフカメラ「キヤノン EOS-1D」（415万画素）を発売。定価75万円。

2002年
- 5月 - 京セラ、629万画素CCDを搭載した世界初の35 mmフルサイズデジタル一眼レフカメラ「コンタックスNデジタル」を発売。
- ミノルタが世界初の屈曲光学系3倍インナーズームを搭載したDiMAGE Xを発売。当時3倍ズーム採用機で世界最小最軽量。定価7万2千円。
- キヤノンEOS-1Dがデジタルカメラとして初めてカメラグランプリを受賞。以降、カメラグランプリの受賞はデジタル一眼レフカメラが続く。
- 9月 - オリンパス光学工業とイーストマン・コダック、デジタル一眼レフカメラ専用の共通規格フォーサーズシステムを提唱。
- シグマ、世界初採用となるFoveonX3受像素子を採用したAPS-C規格一眼レフカメラ「SD9」を発売。
- コダック、35 mmフルサイズの1,300万画素CMOSを搭載した「DCS Pro 14n」を発表。
- 12月 - キヤノン、同社初の35 mmフルサイズ受像素子を持つ一眼レフカメラ「キヤノン EOS-1Ds」を発売。
- コダック、「DCS Pro 14n」を米国で発売。

2003年
- 2月 - 京セラ、コンタックスブランド初のコンパクトデジタルカメラ「コンタックスTVSデジタル」を発売。
- 5月 - コダック、「DCS Pro 14n」を日本で発売。
- 6月 - ライカ、同社ブランドのフィルム一眼レフカメラライカR8のカメラバックに取り付けられるデジタルバック「デジタルモジュールR」を発表。
- 9月 - ペンタックス、同社初のAPS-C規格デジタル一眼レフカメラ「ペンタックス*istD」発売。Kマウント採用で純正M42マウントアダプタ対応。キヤノン株式会社、同社初のエントリークラスデジタル一眼レフカメラ「キヤノン EOS Kiss デジタル」発売。自社開発630万画素APS-CサイズCMOSセンサー搭載。実売価格が12万円前後（標準ズームレンズ付は14万円前後）と低価格化を実現し、デジタル一眼レフカメラの普及を促進。
- 10月 - ミノルタがAnti-Shake方式として、イメージセンサシフト式手ぶれ補正を開発。「DiMAGE A1（500万画素）」に初めて搭載。オリンパス株式会社、同社製品としてもフォーサーズ機としても初となるデジタル一眼レフカメラ「E-1」を発売。

2004年
- 京セラ、自社のデジカメ事業の縮小をし、デジタルカメラ製品全てをコンタックスブランドに統合と発表。
- 8月 - セイコーエプソン、コシナが発売するフィルムカメラのフォクトレンダー・ベッサシリーズをベースとする世界初のレンジファインダー式デジタルカメラ「R-D1」を発売。
- 11月 - コニカミノルタフォトイメージングより、イメージセンサシフト式手ぶれ補正機構を世界初採用した「α7 Digital」を発売。レンズシフト式と違い、過去発売されたαレンズのほぼ全てで手ぶれ補正が使える。「カメラグランプリ2004」受賞。

2005年
- 松下電器産業がオリンパスの提唱するフォーサーズ規格でカメラ業界に参入すると発表。松下電器産業と提携関係にあるLeica Camera AGも賛同。
- ペンタックス、韓国サムスン電子グループのハンファテックウィンと、一眼レフデジカメの開発で提携することを発表。
- 4月 - 京セラ、デジタルカメラを含めたカメラ事業（京セラ、コンタックスブランドとも）からの撤退発表。
- 8月 - デジカメ「Che-ez!」シリーズ発売元のNHJ、自己破産申し立て。コニカミノルタフォトイメージングより、同社開発として最後の一眼レフカメラであるエントリークラス製品「α Sweet Digital」発売。このクラスとして、ボディ内手ぶれ補正付は初。
- 9月 - リコー、単焦点レンズを採用した高級コンパクトカメラ、「GRデジタル」を発売。京セラ株式会社、カメラ製品の出荷を完了。ドイツのライカが同社ブランドフィルム一眼レフカメラライカR8/R9のカメラバックに取り付けられるデジタルバック「デジタルモジュールR」を日本国内発売。
- 11月頃 -「コニカミノルタ、デジタルカメラ事業でソニーと提携」とスクープされるが、数日後に両者から否定される。
- この年、フィルムカメラとデジタルカメラの販売台数が逆転する。

2006年
- ペンタックス、同社初ボディ内手振れ補正機能搭載のデジタル一眼レフカメラ「K10D/K100D」発売。
- ニコン、デジタルカメラに生産資源を集中し、フィルムカメラのラインナップを2機種まで大幅削減。
- イーストマン・コダック、アマチュア向けデジタルカメラの自社生産から撤退。
- 3月 - コニカミノルタホールディングス、デジタルカメラを含む一般向けカメラ・写真フィルム・写真関連事業全般から撤退。
- 5月 - カシオ計算機、コンパクトデジタルカメラでは世界初となる1,010万画素CCDを搭載した「EXILIM ZOOM EX-Z1000」を発売。実売5万円程度。
- 9月 - コニカミノルタホールディングス、自社生産カメラの、自社によるアフターサービスを終了、東京湯島サービスセンター完全閉鎖。一部在庫する付属品類の販売を除きソニーへ委託。
- 10月 - 韓国のサムスン電子（SUMSUNG）、携帯電話としては世界初の1,000万画素受像素子を搭載した携帯電話「SCH-B600」を韓国内で発売。光学3倍、デジタル5倍ズーム、オートフォーカスやフラッシュ機能を備える。
- 12月 - ペンタックス、HOYAと吸収合併について発表。
- ドイツのライカ、APS-Hサイズ受像素子を採用した同社初のレンジファインダー式デジタルカメラ「ライカM8」を発売。

2007年
- Leica Camera AG、デジタルバック「デジタルモジュールR」の販売終了。
- 6月 - ソニー、同社初の一眼レフカメラ「α100」を発売。コニカミノルタより受け継いだレンズラインナップ、アクセサリも発表。
- 10月 - 松下電器産業から同社初、フォーサーズ規格の一眼レフ「DMC-L10」を発売。
- 12月 - ニコン、デジタル一眼レフカメラニコンD3を発売。ISO6400相当でもノイズが少ない暗部撮影性能を誇る。

2008年
- 3月 - ペンタックス、ブランドを残し眼鏡レンズ等を開発生産するHOYA株式会社に完全統合。
- シグマ、コンパクト機初となるAPS-Cサイズ、同様にFoveonX3素子を採用したデジタルカメラ「DP1」を発売。
- 4月 - 松下電器産業（現：パナソニック）、世界初「タッチ動体追尾AF/AE」を搭載したデジタルカメラ「DMC-FX500」を発売。
- 6月 - ソニー、裏面照射技術を採用した、暗部撮影感度に優れた裏面照射型CMOSセンサーを発表。
- 8月 - 松下電器産業とオリンパスが、フォーサーズ規格をさらに小型化した「マイクロフォーサーズ規格」を共同発表。
- 9月 - ソニー、同社として初の35 mmフルサイズ機であり、同時にイメージセンサーシフト方式ボディ内蔵手ぶれ補正をフルサイズ規格機に世界初採用した一眼レフデジタルカメラ「α900」を発売。エグゼモード株式会社、往年の名ブランド「ヤシカ」を保有する香港JNC Datum Tech Internationalと提携してデジタルカメラ「ヤシカEZ F824」を同年10月中旬に発売と発表。
- 10月 - 松下電器産業（現：パナソニック）、初のマイクロフォーサーズ規格となるカメラ「DMC-G1」を発売。
- 11月 - シグマ、カリフォルニア州サンノゼに本拠を置くフォビオン（Foveon Inc.） を完全子会社化。
- この年になり、デジタルカメラの撮影データを小型の液晶画面にスライドショー表示する「デジタルフォトフレーム」の市場規模が拡大。1月から12月までの1年間で約10倍以上の販売台数を記録。

2009年
- 7月 - オリンパス、同社初となるマイクロフォーサーズ機「E-P1」を発売。
- 8月 - ソニー、裏面照射型CMOSセンサー「Exmor R」を世界初採用したデジタルカメラ「DSC-WX1」「DSC-TX1」を発売。
- Leica Camera AG、同社初の35 mmフルサイズ受像素子を採用したレンジファインダー式デジタルカメラ「M9」を発売。レンジファインダー機としても初。
- 9月 - ペンタックス、カメラとしては世界初の、100タイプのカラーバリエーションモデルを展開する「ペンタックスK-x」を発売。
- 11月 - ペンタックス、同社製品「ペンタックスK-x」のカラーバリエーションの多さを顕著に表した記念モデル「コレジャナイロボ」モデル限定発売。ウェブページのみ受付で限定数100台が10分で完売。

2010年
- 1月 - ペンタックス、犬、ネコの顔も認識するカメラ「Optio I-10」発売。
- 3月 - ペンタックス、PENTAXブランドで初の中判（120フィルム 6×4.5 cm判相当）デジタルカメラ、「ペンタックス645D」（4,000万画素）発表。
- 4月 - コニカミノルタホールディングス、自社生産していたカメラのアフターサービスを株式会社ケンコーへ移管。ソニーでの受付を終了。
- 8月 - パナソニック、メカニカルシャッターによる約11コマ/秒の高速連写を世界で初めて実現したデジタルカメラ「DMC-FZ100」を発売。

2011年
- 7月 - HOYA、イメージング・システム事業（デジタルカメラ・双眼鏡等の光機部門）を分離、ペンタックスイメージング株式会社を設立。
- 8月 - ペンタックス、レンズ交換式デジタルカメラで世界最小最軽量となるミラーレス一眼カメラ「PENTAX Q」発売。
- 同月 - パナソニック、メカニカルシャッターによる約12コマ/秒の高速連写を世界で初めて実現したデジタルカメラ「DMC-FZ150」を発売。これに続きソニーも10月に約12コマ秒を実現した「α77」を発売。
- 10月 - リコー、HOYAよりペンタックスイメージング株式会社を買収し、完全子会社としてペンタックスリコーイメージング株式会社を設立。
- 10月 - ニコン、ミラーレス一眼カメラ「Nikon 1」を発売。
- 10月 - 一般向け初のライトフィールドカメラLytroが発表。

2012年
- 1月 - 富士フイルム、同社初のミラーレス一眼カメラ「FUJIFILM X-Pro1」を発売。
- 3月 - オリンパス、同社初の電子ビューファインダー内蔵ミラーレス一眼カメラ「オリンパス OM-D E-M5」を発売。
- 10月 - キヤノン、同社初のミラーレス一眼カメラ「EOS M」を発売。
- 11月 - ソニー、35 mmフルサイズのイメージセンサーを搭載した初のコンパクトデジカメ「サイバーショット DSC-RX1」を発売。

2013年
- 2月 - パナソニック、「NFC（近距離無線通信）」を搭載したデジタルカメラ「DMC-TZ40」「DMC-FT5」を発売。これ以降に発売された同社のミラーレス一眼カメラには標準搭載されている。
- 10月 - ソニー、スマートフォンとの連携を前提としたレンズ形状のコンパクトデジカメ「サイバーショット DSC-QX100」「サイバーショット DSC-QX10」を発売。